# Kinas förhistoria
Kinas förhistoria, eller forntid, syftar generellt på tiden från det att människor började att bebo området fram till Xiadynastins fall ungefär 1600 f.Kr. Efter den förhistoriska epoken följde det antika Kina som är belagd med samtida skriftliga källor.

## Paleolitisk tid
Fynd från Xihoudu i Shanxi visar att kulturella aktiviteter, tillverkning av stenredskap och användande av eld förekom 1,8 miljoner år före vår tid i det som är dagens Kina. I Yunnan levde  1,7 miljoner år före vår tid Yuanmoumänniskan som också tillverkade stenredskap och har lämnat spår av användande av eld. För runt en miljon år sedan levde Jianshimänniskan i Hubei, även Yunxianmänniskan levde för 900 000 år sendan i Hubei och för 800 000 år sedan beboddes Shaanxi av Lantianmänniskan. 1929 hittades fossiler av Pekingmänniskan i Zhoukoudian 45 km sydväst om dagens Peking. Pekingmänniskan som levde för upp emot 780 000 år sedan kunde tillverka verktyg av ben och trä.
Arkeologi från kinesiskt håll utmanar den klassiska "Ut ur Afrika-hypotesen", och framhäver tesen att dagens kineser har utvecklats från Jinniushanmänniskan 280 000 år före vår tid vidare genom Dalimänniskan (250 000 B.P.), Dingcunmänniskan, Mabamänniskan Changyangmänniskan och Xujiayaomänniskan vidare mot dagens Homo sapiens. Inte minst fynden i Kina 2007 av Homo sapiens i Zhirengrottan som daterats till minst 100 000 år före vår tid och fynden i Fuyangrottan i Hunan (80–120 000 år B.P.) ställer till problem med dateringen i Ut ur Afrika-hypotesen.
Många av de tidiga mänskliga fynden i Kina är svåra att koppla till de klassiska indelningarna, utan passar någonstans mellan Homo erectus och Homo sapiens. I bland har de klassats som en variant av Homo heidelbergensis eller Denisovamänniskan, som har likheter med fossilen som hittats vid Xujiayao. Mot slutet av paleolitikum hade homo sapiens såsom Hetaomänniskan, Shandingdongmänniskan, Zuozhebmänniskan, Liujiangmänniskan och Xiacaowanmänniskan utvecklat tekniker för polering och borrning. Även fynd av pilbåge och pilar har gjorts från den tiden.

## Neolitisk tid

Neolitiska kulturers utbredning i Kina.

Cirka 8 000–5 000 f.Kr. uppstod och spred sig jordbruket i Kina. Vid den här tiden hade inte Gula floden och Yangtze byggt upp sina näringsrika flodbankar. Den nordkinesiska stäppen bestod till stor del av träsk. Hebei och Henan var svårbeboeliga våtmarker. Hubei och Hunan var inte ens lämpliga för risodling. Domesticeringen av grisen och hunden gick lätt jämfört med domesticeringen av växter. På grund av svårigheterna uppstod antagligen jordbruk i marginalområden där man genom att jaga och samla kunde överleva även om jordbruken gick dåligt.
Neolitiska kulturer i urval:
- Peiligangkulturen / Jiahuakulturen, ca 7000–5500 f.Kr.[9] med centrum i Henan.
- Dadiwankulturen, från ca 5800 f.Kr.[10] med centrum i Gansu.
- Yangshaokulturen ca 5000–3000 f.kr.[11] med centum i Henan, Shaanxi och Shanxi.
- Dawenkoukulturen, ca 4300–2400 f.kr.[12] med centrum i Shandong.
- Majiayaokulturen, ca 3300–2000 f.kr.[13] med centrum i övre Gula flodenregionen
- Longshankulturen, ca 3000–1900 f.Kr.[14] med centrum kring Gula floden.
- Sanxingdui, från ca 2800 f.Kr.[15] med centrum i Sichuan.
- Qijiakulturen, ca 2300 f.Kr.[16] med centrum i Gansu och Qinghai

## Bronsålderstid
Förhistoriska bronsålderskultuer i urval:
- Qijiakulturen, till 1500 f.Kr.[16] med centrum i Gansu och Qinghai
- Sanxingdui, från ca 2000 f.Kr.[15] med centrum i Sichuan.
- Xinzhaikulturen, ca 1870–1720 f.Kr.[17] med centrum i Henan.
- Erlitoukulturen, ca 1750–1530 f.Kr.[18] med centrum i Henan.
- Luodamiaokulturen, ca 1680–1510 f.Kr.[19] med centrum i Henan.
- Erligangkulturen, från ca 1600 f.Kr.[20] med centrum kring Gula floden.

## Tidslinjer
Grov tidslinje av fynd från paleolitisk tid. (urval)
Skala i tusental år före nutid
Grov tidslinje över Kinas förhistoriska kulturer från neolitikum och tidig bronsålder.